# Mads Bidstrup
Mads Bidstrup (Køge, 25 februari 2003) is een Deens voetballer die bij voorkeur als middenvelder speelt. Hij tekende in 2023 voor Red Bull Salzburg.

## Clubcarrière
Bidstrup speelde in de jeugd bij Herfølge BK, Brøndby IF, FC Kopenhagen  en RB Leipzig. In 2020 debuteerde hij als prof bij Brentford. Die club verhuurde hem aan Nordsjælland om meer wedstrijdervaring op te doen. In juli 2023 tekende hij een vijfjarig contract bij Red Bull Salzburg, dat negen miljoen euro op tafel legde voor de middenvelder.

## Interlandcarrière
In oktober 2024 werd hij voor het eerst opgeroepen voor Denemarken.